# 今井栄
今井 栄（いまい さかえ）は、幕末の久留米藩士。諱は義敬。
久留米藩で富国強兵の政策と兵制の近代化を進め、内陸の地にありながら国内有数の海軍藩に押し上げたが、藩内の尊王攘夷派によって切腹させられた。

## 生涯
久留米藩士・江戸詰用席の今井七郎右衛門の長子として江戸藩邸で生まれる。学究心旺盛で和漢の学に励み、計数に明るく和算のほか洋算を竹内岩五郎に学ぶ。
幼少の頃より小姓として有馬頼永に近侍した。頼永が10代藩主に就くとその改革を補佐し、村上量弘・野崎教景とともに三名臣と謳われ、天保学連の指導的立場を担った。しかし頼永が病となると、村上・野崎ら穏健派（内同志）と、真木和泉ら急進派（外同志）が激しく対立した。
頼永死後、跡を継いだ11代藩主頼咸にも重用され、江戸留守居役、御納戸役と進む。改革も引き継がれたが、幕府より将軍家養女の精姫との婚儀が命じられて財政逼迫に拍車がかかり、藩政改革は停滞した。嘉永3年5月、江戸藩邸で今井と衣笠弥太郎が藩主の手文庫にあった参政・馬淵貢の書状を密かに見たところ、倹約をゆるめて奢侈に導く内容であった。それを同志の村上量弘にもらすと、頼永の倹約令に背くものと憤激した村上が江戸藩邸で馬淵を刺殺しようとして、家老の有馬主膳らに斬られた。この「村上乱心事件」により、嘉永4年（1851年）2月27日、今井と野崎平八、不破孫市ら村上派が放役・閉門の処罰を受ける。半年後に許されて藩政に復帰。江戸滞在中に勝海舟など幕臣や諸藩の人々と広く交流した。英語を同郷の幕臣古屋佐久左衛門に学ぶ。

### 海軍藩へ
文久3年（1863年）11月、久留米に帰国すると、家老・有馬監物や参政・不破美作を説得して藩論を公武合体を藩是とした開国路線に転換させ、富国強兵を進める。これは当時の薩摩藩・長州藩・佐賀藩がとっていた政策と同質のものである。蒸気船の購入、軍備の洋式化（英国式）を行うため、国産物の専売や鉱山開発行う殖産興業を推進し積極的な資金獲得政策を実施した。
元治元年（1864年）1月に薩摩藩から初めて蒸気船雄飛丸を購入し、6月に開成方・開物方・成産方の三局が新設された。蒸気船の購入にあたり、航海修業として勝海舟のもとに大津遠太らを送り出した。また佐賀藩に召し抱えられていた田中久重（からくり義右衛門）を藩で登用するよう推挙し、久留米藩と兼任として府中町（現久留米市御井町）古飯田に久留米藩製造所を建設して鉄砲の製造を行わせた。
慶応2年（1866年）には洋船購入の藩命を受け、長崎へ向かう。しかし長崎での交渉が難航したため、9月に久重と松崎誠蔵、町人の宇野嘉蔵とともに蘭船で上海へ密航し、そこで汽船の購入を遂げた。この密航は西洋の見聞を広めるためでもあったといい、見聞録『秋夜の夢談』を記した。
慶応3年（1867年）7月には開成方に海軍設立が命じられ、今井・松崎・松岡伝十郎らが担当し、11月には千歳丸を購入、藩所有艦船は7艘となり、久留米藩は薩摩藩・佐賀藩・土佐藩に次ぐ海軍藩となった。
同年、参政・不破美作が暗殺されると攘夷派（外同志）の水野正名が政権を握り、今井ら開国佐幕派は藩政から追放され、明治2年（1869年）切腹を命じられた。48歳。
今井の刑死を知った薩摩藩士の黒田清綱は「久留米は惜しい人物を殺した」と嘆いた。のちに「殉難十志士」と呼ばれる。